# Dexit
Dexit ist eine Kurzbezeichnung für einen hypothetischen Austritt Deutschlands aus der Europäischen Union (EU) oder innerhalb der EU aus der Eurozone. Das Wort Dexit ist dem Begriff Grexit für den diskutierten Austritt Griechenlands aus der Eurozone sowie dem Begriff Brexit für den 2020 tatsächlich vollzogenen Austritt des Vereinigten Königreichs aus der Europäischen Union nachempfunden: Es ist ein Kofferwort aus De (für „Deutschland“) und exit (englisch für „Austritt“). Der Begriff wurde in der internationalen Presse seit 2016 aufgegriffen und das Thema wurde auch in einigen satirisch gemeinten Kunstprojekten umgesetzt.

## Politische Bewertung
Eine der Bedeutungen des Begriffs Dexit liegt in einem EU-Austritt Deutschlands, ähnlich der Idee des Öxit in Österreich oder des Brexit im Vereinigten Königreich.
Nach einer von der EU durchgeführten Meinungsumfrage ist in der deutschen Bevölkerung die Zustimmung zu einer Mitgliedschaft zur Europäischen Union mit 82 % vergleichsweise hoch (EU-Durchschnitt 62 %). Auch unter jungen Europäern ist ein ähnlich EU-befürwortender Standpunkt zu konstatieren, denn 71 % der jungen Europäer (16- bis 26-Jährige) würden bei einem Referendum gegen einen Austritt aus der EU stimmen. Deutliche Befürworter für einen Dexit sind in der Deutschen Kommunistischen Partei und in der Alternative für Deutschland zu finden.

## Rechtliche Bewertung
Für einen deutschen EU-Austritt müsste das Grundgesetz geändert werden, da in Artikel 23 Grundgesetz derzeit vorgesehen ist, dass Deutschland an einem vereinten Europa und an der Entwicklung der Europäischen Union mitwirken soll. Ein EU-Austritt würde dem deshalb widersprechen. Die europäischen Verträge würden einen Austritt Deutschlands hingegen erlauben.

## Auswirkungen
In mehreren wirtschaftswissenschaftlichen Studien wurden die möglichen ökonomischen Auswirkungen eines Dexit auf die deutsche Wirtschaft untersucht. Forscher des Instituts der deutschen Wirtschaft veröffentlichten Anfang 2024 eine Studie, die die Schäden eines Dexits auf etwa 5,6 Prozent des realen Bruttoinlandsprodukts (BIP) beziehungsweise rund 690 Milliarden Euro nach fünf Jahren bezifferte. Rund 2,5 Millionen Arbeitsplätze könnten im fünften Jahr verloren gehen. Die Folgen beim Austritt aus der Währungsunion waren in der Studie nicht berücksichtigt, würden sich aber zusätzlich negativ bemerkbar machen.
Auch eine Studie des Österreichischen Institut für Wirtschaftsforschung im Auftrag der Initiative Neue Soziale Marktwirtschaft kommt zu dem Ergebnis hoher wirtschaftlicher Nachteile eines Dexits und beziffert den gesamtwirtschaftlichen Schaden auf etwa 200 Mrd. € pro Jahr. Die Studie betrachtete unter anderem Effekte beim Verlassen des EU-Binnenmarktes, der Zollunion, der Währungsunion, des Schengenabkommens und der Freihandelsabkommen.